# Monóspita
Monóspita är en ort i Grekland.   Den ligger i prefekturen Nomós Imathías och regionen Mellersta Makedonien, i den norra delen av landet, 300 km norr om huvudstaden Aten. Monóspita ligger 46 meter över havet och antalet invånare är 897.
Terrängen runt Monóspita är platt åt nordost, men åt sydväst är den kuperad. Runt Monóspita är det ganska tätbefolkat, med 129 invånare per kvadratkilometer. Närmaste större samhälle är Náousa, 9,2 km väster om Monóspita. Trakten runt Monóspita består till största delen av jordbruksmark.